# Basin (Wyoming)
Basin és un poble i seu del Comtat de Big Horn (Wyoming) dels Estats Units d'Amèrica.

## Demografia
Segons el cens dels Estats Units del 2000 Basin tenia 1.238 habitants, 504 habitatges, i 330 famílies. La densitat de població era de 236,6 habitants/km².
Dels 504 habitatges en un 22,2% hi vivien nens de menys de 18 anys, en un 56,3% hi vivien parelles casades, en un 6,3% dones solteres, i en un 34,5% no eren unitats familiars. En el 31,3% dels habitatges hi vivien persones soles el 16,5% de les quals corresponia a persones de 65 anys o més que vivien soles. El nombre mitjà de persones vivint en cada habitatge era de 2,2 i el nombre mitjà de persones que vivien en cada família era de 2,74.
Per edats la població es repartia de la següent manera: un 20,1% tenia menys de 18 anys, un 5,5% entre 18 i 24, un 19,6% entre 25 i 44, un 27,9% de 45 a 60 i un 26,9% 65 anys o més.
L'edat mediana era de 48 anys. Per cada 100 dones de 18 o més anys hi havia 86,6 homes.
La renda mediana per habitatge era de 33.519 $ i la renda mediana per família de 42.768 $. Els homes tenien una renda mediana de 33.942 $ mentre que les dones 20.139 $. La renda per capita de la població era de 17.890 $. Entorn del 6,1% de les famílies i l'11,6% de la població estaven per davall del llindar de pobresa.

## Poblacions properes
El següent diagrama mostra les poblacions més properes.